# Alexandre Félix Gustave Achille Leymérie

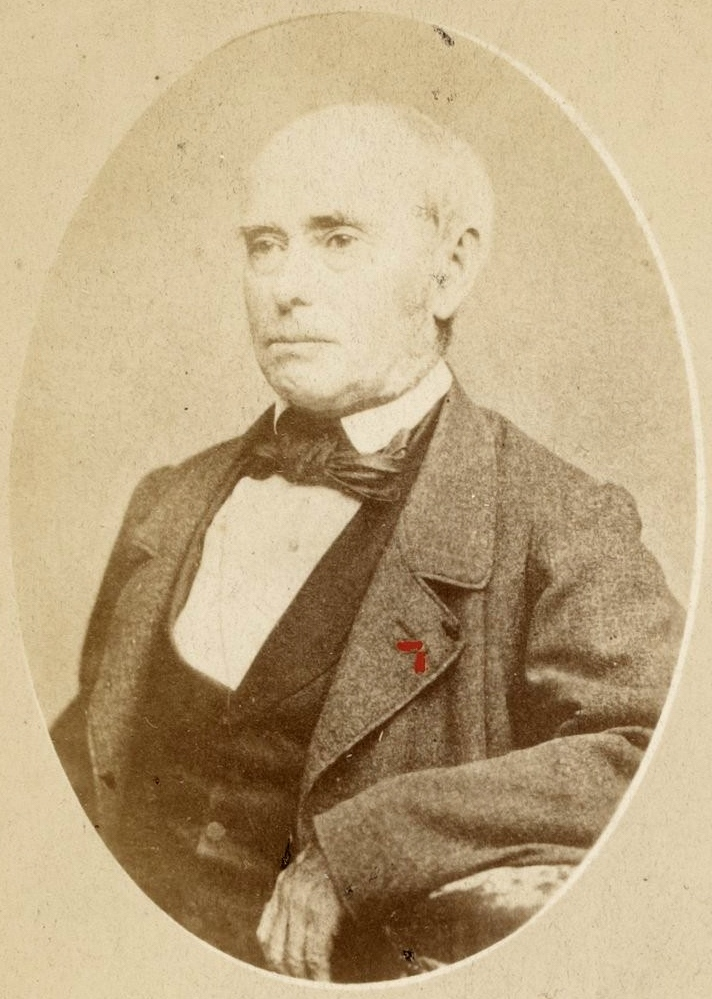
Alexandre Leymérie

Alexandre Félix Gustave Achille Leymérie (* 23. Januar 1801 in Paris; † 5. Oktober 1878 in Toulouse) war ein französischer Professor an der Fakultät für Mineralogie und Geologie an der Universität Toulouse sowie korrespondierendes Mitglieder der Académie des sciences.
Leymerie hatte an der École polytechnique studiert und lehrte ab 1827 Geometrie und angewandte Mechanik am Collège in Troyes. Daneben studierte er Geologie und Mineralogie. 1833 wurde er Mathematikprofessor an der École Industrielle de la Martinière in Lyon. 1837 war er in Paris und hörte Vorlesungen bei dem berühmtesten französischen Geologen Élie de Beaumont, der in Frankreich die Geologie als eigenständige Disziplin etablieren wollte. 1840 wurde er promoviert und wurde Professor in Toulouse.
Leymérie spezialisierte sich bei seinen Arbeiten auf die Geologie der Pyrenäen und Aquitanien, genauer dem Aquitanischen Becken. Er gilt unter anderem für die Minerale Jodargyrit und Ranciéit als Erstbeschreiber.
Er sah die Pyrenäen als Modell zum Studium der Gebirgsbildung (vor allen anderen Gebirgen der Welt) und hatte einen sehr praktischen, fast „physischen“ Bezug zu ihnen. Seine Beobachtungsgabe in seinen Feldstudien wurden unter anderem von Leopold von Buch gelobt.
1853 war er in einen wissenschaftlichen Disput mit dem Direktor des Observatoriums von Toulouse Frédéric Petit (1810–1865) verwickelt, als dieser behauptete die Pyrenäen wären hohl, was er aus Pendelbeobachtungen schloss, die keinen Schwereeinfluss der Gebirgskette gezeigt hätten.

## Werke
- Cours de mineralogie (histoire naturelle) bei Victor Masson et Fils,- Edouard Privat, Paris-Toulouse, 1867
- Elements de mineralogie et de geologie : comprenant des notions de lithologie et un lexique ou se trouventindiques les caracteres generiques des fossiles bei Victor Masson, Libr., Paris, 1866